# Rufina (imię)
Rufina – żeński odpowiednik imienia Rufin. Patronkami są dwie święte męczennice z III wieku.
Rufina imieniny obchodzi 10 lipca i 17 lipca (niegdyś 19 lipca).

## Imienniczki
- św. Rufina († 257) – męczennica rzymska wspominana ze św. Sekundą.
- św. Rufina z Sewilli († 287/305) – męczennica, wspominana ze św. Justą.
- Rufina Gaszewa (1921–2012) – radziecka podpułkownik lotnictwa, Bohater Związku Radzieckiego.
- Rufina Ludwiczak (1906–2001) – polska farmaceutka, chemiczka, nauczyciel akademicki, posłanka na Sejm PRL.